# 보경로
보경로(Bogyeong-ro)는 대한민국 경상북도 포항시 북구 송라면 중심부를 연결하는 도로이다.

## 노선 경로
- 교차로 명칭 미상 - 동해대로 (국도 제7호선)
- 보경사주차장 (등산로 입구 진입)